# Protazy
Protazy – imię męskie pochodzenia greckiego. Według części badaczy posiada ono grecką postać, Prōtās, która stanowi pierwotne zdrobnienie imion dwuczłonowych typu Prōtoarchos, Protagoras, Prōtogenēs itp.   – pierwszy człon, prōtos, oznacza „pierwszy, przedni” ; inni natomiast wywodzą to imię od gr. imienia Προτασιος (Prōtasios), pochodzącego od προτασσω – „umieszczam, stawiam na czele” . W Polsce notowane od średniowiecza, w formach Prothasius (od 1212 r.), Protazy (od 1438 r.), Protas(z) (wschodniosł., od 1471 r.) .
Żeński odpowiednik: Protazja.

## Protazyimieninyobchodzi
- 19 czerwca, w dzień wspomnienia św. Protazego czczonego razem ze św. Gerwazym
- 20 września, w dzień wspomnienia św. Protazego Chŏng Kuk-bo
- 24 listopada, w dzień wspomnienia św. Protazego, biskupa Mediolanu[6].

## Znane osoby noszące imię Protazy
- św. Protazy Chŏng Kuk-bo (1799–1839) – koreański męczennik święty Kościoła katolickiego
- Protais Zigiranyirazo (ur. 1938) – biznesmen i polityk rwandyjski
- Antoni Protazy Potocki (1761–1801) – starosta guzowski, wojewoda kijowski, jeden z pionierów polskiego kapitalizmu, członek Zgromadzenia Przyjaciół Konstytucji Rządowej

## Postaci fikcyjne o imieniu Protazy
- Protazy, woźny Soplicowa – postać z Pana Tadeusza Adama Mickiewicza